# Erfgoedstem
Erfgoedstem (ook wel 'De Erfgoedstem') is een non-profit-nieuwskanaal en -platform specifiek over Nederlands erfgoed en de Nederlandse erfgoedsector in brede zin. Het platform verspreid sinds 2007 een wekelijkse nieuwsbrief per e-mail en nieuwsoverzicht op de website en onderhoudt daarnaast een kanaal op Facebook, Twitter en Instagram.Het platform is sinds 2017 eigendom van Nederland Monumentenland.  Met 10.000 abonnees in 2023 is het een van de belangrijkste mediakanalen over erfgoed in Nederland en bevat inmiddels meer dan 26.000 nieuwsitems. In 2022 bezochten 220.000 unieke bezoekers de website. Erfgoedstem geldt als een belangrijke speler in de kennissystemen over erfgoed in Nederland.

## Historie
De Erfgoedstem werd opgericht in 2007 door Herbert-Jan Hiep met als doel de verschillende eilandjes in de erfgoedwereld - zoals archeologie, bouwhistorie en mobiel erfgoed - te vereniging onder één nieuwskoepel en daarmee de lobby van de sector richting de politiek te verstevigen. De naam Erfgoedstem werd door Frank Stolenberg bedacht. De eerste maanden na oprichting schreef Hiep de nieuwsbrief in zijn eentje, maar al snel verzamelde zich een team van redacteurs onder de koepel. Dit maakte het mogelijk de nieuwsbrief nu al meer dan 16 jaar wekelijks te laten verschijnen. Het platform is sinds 2017 eigendom van Nederland Monumentenland en wordt gefinancierd door een aantal grote spelers in de erfgoedwereld zoals de Rijksdienst voor het Cultureel Erfgoed, Hogeschool Utrecht, BOEi, Amsterdam (gemeente), Nationaal Restauratiefonds en Erfgoedvereniging Bond Heemschut. Daarnaast heeft de organisatie enige advertentie-inkomsten, onder andere van de vacature-pagina. Sinds 2019 kent het platform een internationaal zusterplatform met de naam  'International Heritage Tribune'. Hiep nam in januari 2023  afscheid als hoofdredacteur.

## Opzet
De Erfgoedstem verzamelt nieuws in de thema's:
- archeologie
- groen erfgoed
- landschap
- bouwhistorie
- immaterieel erfgoed
- mobiel erfgoed

Daarnaast heeft de website een vacature-sectie en een agenda-pagina waar alle belangrijke erfgoed-evenementen van Nederland worden vermeld. Tot slot kent de site een blog-sectie, waar toonaangevende erfgoedprofessionals infrequent columns publiceren.Het platform probeert de bestuurlijke handel en wandel van de sector transparant te maken en het maatschappelijke belang van erfgoed zoals dat doorklinkt in vraagstukken rondom ruimtelijke ordening, de klimaatopgaven en sociale identiteit goed over het voetlicht brengen. Zo hoopt het platform bij te dragen aan een groter maatschappelijk draagvlak voor het werk van de erfgoedsector.